# 天津名特足球俱乐部
天津名特足球俱乐部是一家已经不存在的中国足球俱乐部，成立于2001年。俱乐部曾以天津名特、哈啤协力（哈尔滨协力）、威海爱科森（威海爱森）之名参加中国足球乙级联赛。由于一直没能成功升级，俱乐部于2006年解散。

## 历史
天津名特足球俱乐部成立于2001年，由天津泽润置业有限公司、名特购物中心投资组建。年底收购了冲击甲B未果的北京宽利足球队，得到了宽利队中的宫磊等21名球员，还引进前天津立飞球员贾骥、常龙，外加一些天津青年队的球员。王斌担任董事长，李海生担任总经理，前天津立飞主教练乌拉圭人马里奥·维尔拉挂帅，侯桐、李公一担任助理教练。俱乐部的主场设在河东体育场。2002年，俱乐部首次参加乙级联赛，最终没能从预赛中突围。2003年，李海生决定球队暂不参加乙级联赛，以练兵为主，淘汰一些老队员，调整球队的年龄结构。
2004年初，天津名特足球俱乐部被一家上海公司收购，俱乐部改名为哈尔滨协力足球俱乐部，球队以哈啤协力队之名参加乙级联赛，主场放在哈尔滨工业大学体育场。蔡晟担任球队主教练，俱乐部在转会市场上花费500万元人民币买入了骆毅、简建辉、张悦文等球员。这年的乙级联赛中，哈尔滨协力排在北区第三，进入决赛。决赛第一轮被云南丽江队双杀，无缘升级。
2004年12月，俱乐部又被转卖到威海，改名为威海爱科森足球俱乐部，2005赛季把主场设在威海的成山体育场，韩国人朴福准任主教练。然而，迁至威海后，俱乐部的出资方爱科森集团长期拖欠工资。2005年8月，总经理李海生在朋友的资助下将球队迁回天津，将队名改回天津名特，主场设在二宫体育场，训练基地设在东丽足球培训中心。这年的中乙联赛，天津名特在预赛中位列北区第二，打入决赛。决赛第一轮，天津名特败给南昌八一，又一次升级失败。
2006年，天津名特足球俱乐部虽然完成了注册，但因资金问题没有报名参加当年的中国足球乙级联赛。随后，俱乐部解散。

## 队徽
天津名特俱乐部用过三个版本的队徽。最早的一个队徽是俱乐部成立之初使用的。2004年，俱乐部转战哈尔滨，改名“哈尔滨协力足球俱乐部”后，改用绿色的圆形队徽。2005年，俱乐部转手爱科森集团，再换队徽，队徽有“爱森足球俱乐部”的英文，还有“威海”、2005等字样。

天津名特时期的队徽（2002年、2005年下半年）
哈尔滨协力时期的队徽（2004年）
威海爱森时期的队徽（2005年上半年）